# Matija Kovač
Matija Kovač, slovenski arhitekt, producent in politik; * 20. avgust 1989, Celje.
Kovač je od leta 2022 župan Mestne občine Celje.

## Mladost in izobraževanje
Rodil se je 20. avgusta 1989 v Celju. Zaradi očetove službe se je družina v Matijevi mladosti odselila v Moskvo, kjer je oče deloval za slovensko podjetje Krka. Šest razredov osnovne šole je tako opravil v Rusiji, nato pa so se leta 2000 vrnili v Celje. Maturiral je na I. gimnaziji v Celju, nato pa eno leto študiral novinarstvo na Fakulteti za družbene vede, nato pa je opravil sprejemne izpite in začel študij na Fakulteti za arhitekturo Univerze v Ljubljani, kjer je leta 2017 postal magister inženir arhitekture. Dodatno se je še v času študija izpolnjeval tudi na Università Iuav di Venezia.
Že v mladosti je bil aktiven v mestni kulturni dejavnosti. Bil je med soustanovitelji zavoda Hiša kulture Celje, kasneje pa tudi njegov producent in organizator. Med drugim je bil producent muzikala Veronika Deseniška, ki si ga je ogledalo preko 20.000 gledalcev.

## Arhitektura
Po študiju je deloval na področju arhitekture in oblikovanja. Leta 2016 je v Celju soustanovil projektivno-oblikovalski kolektiv Zgradbazamisli. Za oblikovanje razstave »Iz rok do oblike« je leta 2019 prejel oblikovalsko priznanje Brumen.

## Politika

### Mestni svetnik
Matija Kovač je bil kot član Združene levice leta 2014 izvoljen za mestnega svetnika v Celju. Na to mesto je bil ponovno izvoljen tudi leta 2018. 

### Župan Celja
Jeseni leta 2022 je napovedal kandidaturo za župana Mestne občine Celje, kandidiral pa je kot neodvisen kandidat. V prvem krogu lokalnih volitev se je s 33,14 odstotki glasov uvrstil za takratnega župana Bojana Šrota, ki je prejel 46,86 odstotkov glasov. V drugem krogu je Kovač prejel 57,69 odstotkov glasov in s tem prekinil županovanje Bojana Šrota, ki je bil na funkciji od leta 1998.
Z izvolitvijo je Kovač postal edini župan mestnih občin brez lastne svetniške liste v mestnem svetu. Kovač prav tako ni kandidiral za svetnika, kljub neodvisni kandidaturi pa je ostal član stranke Levica. Župansko mesto je Matija Kovač prevzel na konstitutivni seji mestnega sveta, 20. decembra 2022. Med prvimi potezami na županskem mestu je Kovač prekinil projekt izgradnje brvi v tibetanskem slogu med Starim gradom Celje in Miklavževim hribom, kar je bil projekt prejšnjega župana Bojana Šrota, Kovač pa mu je nasprotoval že kot občinski svetnik.
9. aprila je napovedal izgradnjo novega potniškega centra v Celju. Ta bi bil uresničen v treh korakih; v prvem bi avtobusno postajo prestavili bližje železniški, nato pa bi ob njej izgradili tudi parkirno hišo ter sisteme trajnostne mobilnosti in znova postavili podrti Šubičev paviljon. Tretja faza bi lahko prinesla izgradnjo žičniške povezave mesta Celje s Starim gradom.

## Zasebno
S partnerko Mojco Črešnik ima dva otroka.